# Emil André Ulsletten
Emil André Ulsletten (* 16. Mai 1993 in Lillehammer) ist ein ehemaliger norwegischer Snowboarder aus Dombås. Er startete in den Disziplinen Slopestyle und Big Air.

## Werdegang
Ulsletten nahm von 2008 bis 2018 an Wettbewerben der Ticket to Ride World Snowboard Tour teil. Dabei holte er im Januar 2011 im Slopestyle beim Protest World Rookie Fest in Livigno seinen ersten Sieg. Im April 2011 gewann er bei den Protest World Rookie Finals in Ischgl. Sein erstes FIS-Weltcuprennen fuhr er im Oktober 2011 in London, welches er auf den 22. Platz im Big Air beendete. Bei den Snowboard-Weltmeisterschaften 2012 in Oslo belegte er den 22. Rang im Slopestyle. In der Saison 2012/13 errang er den dritten Platz im Big Air-Wettbewerb beim O’Neill Evolution in Davos und den ersten Platz im Slopestyle bei The Shred Show in Whistler. Bei seiner ersten Olympiateilnahme 2014 in Sotschi kam er auf den 21. Platz im Slopestyle. In der Saison 2014/15 gewann er im Slopestyle bei den Burton High Fives in Cardrona und im Big Air beim Air & Style in Peking. In der folgenden Saison wurde er Dritter im Big Air beim Norgescup in Trysil und belegte bei den X-Games Oslo 2016 den 16. Platz im Big Air. Bei den Snowboard-Weltmeisterschaften 2016 in Yabuli errang er den 19. Platz im Slopestyle und den 14. Platz im Big Air. In der Saison 2016/17 siegte er im Slopestyle beim Spring Battle in Flachauwinkl und im Big Air bei den norwegischen Meisterschaften. Bei den X-Games Norway 2017 in Hafjell belegte er den 15. Platz im Slopestyle und den 14. Rang im Big Air. Seinen letzten internationalen Wettbewerb absolvierte bei den X-Games Norway 2018. Dort wurde er Elfter im Big Air.